# Georgië op het Junior Eurovisiesongfestival 2010
Georgië nam deel aan het Junior Eurovisiesongfestival 2010, dat gehouden werd in Minsk, Wit-Rusland. Het was de 4de deelname van het land op het Junior Eurovisiesongfestival. De GPB was verantwoordelijk voor de Georgische bijdrage voor de editie van 2010.

## Selectieprocedure
Shidashesarch’evi Konkursis Shesakheb, de Georgische voorronde voor het Junior Eurovisiesongfestival 2010, vond plaats op 12 september 2010. Aanvankelijk zouden dertien kandidaten hun opwachting maken, maar twee artiesten trokken zich terug, waardoor de nationale finale elf kandidaten telde. De punten werden verdeeld door een vakjury en het publiek via televoting. Beiden waren verantwoordelijk voor de helft van de punten. De show werd gepresenteerd door Ekaterina Makharoblihsvili. Uiteindelijk ging Mariam Kakhelishvili met de zegepalm aan de haal, met het nummer Mari Dari. Zij mocht zodoende Georgië vertegenwoordigen op het achtste Junior Eurovisiesongfestival.

## Shidashesarch’evi Konkursis Shesakheb
5 september 2010
| Volgorde | Artiest              | Lied             |
| -------- | -------------------- | ---------------- |
| 1        | Hereli Gogonebi      | Mogesalmebit     |
| 2        | Ana Davitaia         | Garet mzea       |
| 3        | Ana-Bana             | Herio            |
| 4        | Dato Zeikidze        | Sizmari          |
| 5        | Girls' Trio          | Tsvima           |
| 6        | Harmony              | Zgvis periebi    |
| 7        | Mermisi              | Sakhaliso        |
| 8        | Kato Salukvadze      | Dzveli rokenroli |
| 9        | Melano Pisadze       | Ushenoba         |
| 10       | Mariam Kakhelishvili | Mari dari        |
| 11       | Antsebi              | Esa, mesa        |

## In Minsk
In Minsk trad Georgië als dertiende van veertien landen aan, na Wit-Rusland en voor Macedonië. Aan het einde van de puntentelling stond Mariam Kakhelishvili op de vierde plaats, met 109 punten. Georgië kreeg van één land het maximum van twaalf punten, namelijk van Litouwen.